# Friedrich Kohlrausch
Friedrich Wilhelm Georg Kohlrausch (Rinteln, 14 ottobre 1840 – Marburgo, 17 gennaio 1910) è stato un fisico tedesco.
Noto principalmente per il suo studio degli elettroliti e delle loro proprietà di condurre la corrente elettrica, si occupò anche di elasticità, termoelasticità e conducibilità termica, così come di effettuare misurazioni magnetiche ed elettriche precise.

## Biografia
Figlio del fisico Rudolf Kohlrausch, Friedrich studiò fisica a Erlangen e Gottinga, dove completò il suo dottorato. Dopo aver tenuto lezioni a Francoforte, Kohlrausch fu nominato professore di fisica all'Università di Gottinga (1866-70). Nel 1870 divenne professore al Politecnico federale di Zurigo e un anno dopo si trasferì all'Università tecnica di Darmstadt. Nel 1875 accettò un incarico presso l'Università di Würzburg, dove condusse i suoi esperimenti sulla misurazione della corrente elettrica e sulla conduttività degli elettroliti. Dal 1888 lavorò presso l'Università di Strasburgo, rifiutando un incarico all'Università Humboldt di Berlino nel 1894. A partire dal 1900 insegnò all'Università Humboldt e nel 1902 venne nominato membro dell'Accademia Reale Svedese delle Scienze.

## Attività
Friedrich Kohlrausch fu un importante ricercatore sperimentale nell'ambito dell'elettrochimica, deducendo la legge dell'indipendente mobilità degli ioni. Tra il 1874 e il 1879, utilizzando corrente alternata per evitare la formazione di prodotti d'elettrolisi, studiò la variazione di conduttività degli elettroliti in funzione della loro diluizione e della loro natura chimica. Notò che per gli elettroliti deboli la conduttività tende ad aumentare all'aumentare della diluizione (a causa della maggiore dissociazione ionica), mentre a diluizione infinita in pratica gli ioni presenti in soluzione non risentono dell'effetto di interazione coulombiana.
Durante il 1895 Kohlrausch succedette a Hermann von Helmholtz in qualità di presidente del Physikalisch-Technische Reichsanstalt (Istituto Imperiale di Fisica Tecnica), carica che mantenne fino al 1905. Con questo nuovo impegnò si dedicò al miglioramento degli strumenti di misura di precisione e allo sviluppo di metodi di misura in svariati campi della fisica. Costruì degli strumenti (come il dispositivo noto come ponte di Kohlrausch) e mise appunto nuove tecniche per la misura della conducibilità elettrica delle soluzioni. Creò degli standard di calibrazione utilizzati anche al di fuori della Germania e tra la nuova strumentazione creata si annoverano anche galvanometri, magnetometri e dinamometri.

## Opere
- (DE) Leitfaden der praktischen Physik, Leipzig, Benedictus Gotthelf Teubner, 1892.
- (DE) Leitvermögen der Elektrolyte, Leipzig, Benedictus Gotthelf Teubner, 1898.